# Monte Penanggungan
El monte Penanggungan es un pequeño estratovolcán, ubicado al norte del complejo volcánico de Arjuno-Welirang en la provincia de Java Oriental de la isla de Java, en Indonesia. Tiene una cumbre de 1653 metros. 
Entre el 977 y 1511, se levantaron en la parte oeste y norte de la montaña, más de 80 santuarios hindúes, budistas y otros lugares sagrados.
Este monte es uno de los volcanes más venerados de Indonesia por su parecido con la descripción del mítico Monte Meru, la montaña hindú sagrada. Por esta razón, se construyeron muchos monumentos en sus flancos. Los principales son los templos de Belahan en la parte oriental y la cuenca sagrada de Jalatunda en el flanco oeste que datan del reinado del rey Airlangga entre 1016 y 1045. El templo de Belahan constituiría el lugar de enterramiento de este rey. Otros templos solo son accesibles por senderos en el bosque, como los de Candi Putri, Candi Pura, Candi Gentong, Candi Sinta, Candi Carik, Candi Lurah o Candi Bayi.